# Nova Canaã
Nova Canaã é um município brasileiro do estado da Bahia.

## História

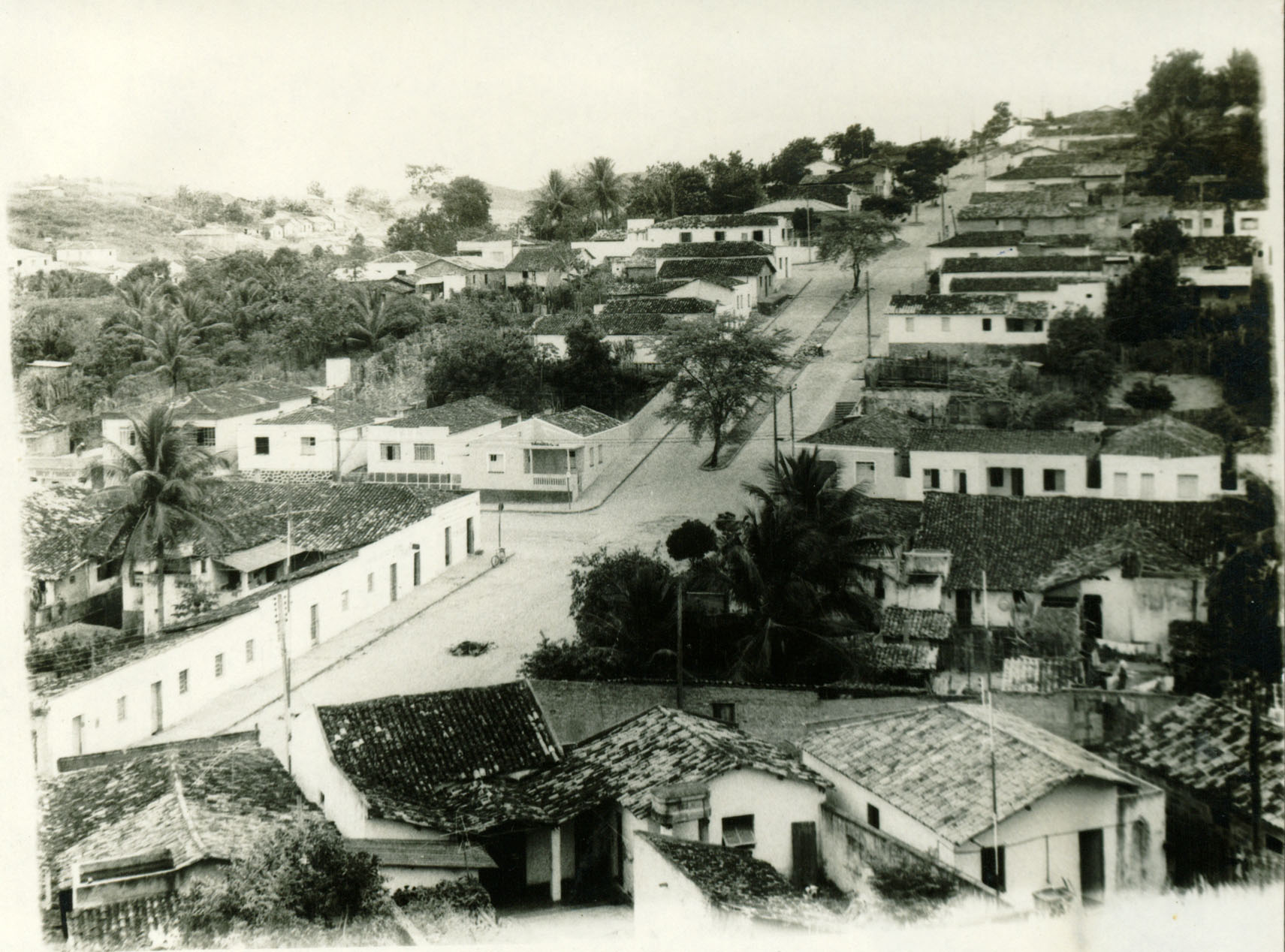
Nova Canaã no século XX

Nova Canaã se emancipou do município de Poções através da lei 1.540, de 21 de outubro de 1961. Segundo relatos dos antigos moradores, as terras do município de Nova Canaã começaram a serem povoadas entre 1904 e 1910. Entre os pioneiros estão o Sr. José Antonio Lopes Vieira e o Sr. Bernardino Rodrigues de Matos. São originárias as primeiras famílias de Nova Canaã da região do Vale do Jiquiriçá e Lavras Diamantinas. Bernardino Rodrigues de Matos preocupado com a educação dos filhos e demais moradores organizou o Instituto Florestal. Em 1925 surgiu a vila de Água Fria, atraindo muitos moradores de outros municípios e localidades, motivados pela lavoura de café e tornou-se próspera. Esta vila de Água Fria estava situada em um local muito montanhoso, sem possibilidade de expansão. Por isso, em 1940, após entendimentos com representantes políticos do distrito, e autoridades locais, resolveu-se transferir o povoado para a fazenda Caldeirão, cujo nome, foi mudado para Nova Canaã que é um nome de origem bíblica que denota a 'terra prometida'. Essa transferência fez com que rapidamente prosperasse o comércio e desenvolvimento local. Sua principal cultura é o café e a pecuária.

## Geografia

### Demografia
O município Nova Canaã, na Bahia, apresentou uma população de 13.715 habitantes, conforme o Censo de 2022. Esse número demonstra uma diminuição em relação ao Censo de 2010. No ranking populacional, Nova Canaã ocupa a 261ª posição no estado da Bahia, a 909ª na região Nordeste e a 2.415ª em todo o Brasil. O município possui uma densidade demográfica de 17,05 habitantes por km² e uma média de 2,74 moradores por residência, segundo dados do IBGE.

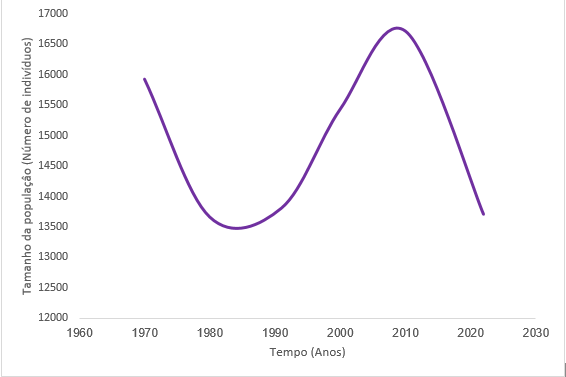
População residente do Município Nova Canaã de acordo com os Censos do IBGE-Brasil

| População residente do Município Nova Canaã - Bahia com a taxa de crescimento anual de acordo com os Censos do IBGE |           |                     |
| Anos | População | Taxa de Crescimento |
| 1970 | 15925     | -1,42%              |
| 1980 | 13670     | 0,10%               |
| 1991 | 13815     | 1,30%               |
| 2000 | 15431     | 0,83%               |
| 2010 | 16713     | -1,49%              |
| 2022 | 13715     |                     |

## Subdivisões
- Distrito sede
- Distrito de Itajaí
  - Povoado de Icaraí do Ranulfo, distrito de Caatiba entre 1963 e 2012, e então transferido para Nova Canaã, sendo incorporado aos limites do distrito de Itajaí.